# Trecastelli
Trecastelli är en kommun i provinsen Ancona i regionen Marche i Italien. Kommunen hade 7 569 invånare (2018). Kommunen bildades den 1 januari 2014 genom en sammanslagning av kommunerna Castel Colonna, Monterado och Ripe.